# Јаник Жозион
Јаник Жозион (фр. Yannick Jauzion; 28. јул 1978) бивши је професионални рагбиста и некадашњи репрезентативац Француске. Убраја се у најбоље француске центре свих времена.
Јаник Жозион је дипломирао на École d'ingénieurs de Purpan.

### Клупска каријера
После једне сезоне проведене у аматерском тиму "Граулет", прешао је у професионалан француски рагби клуб "УС Коломиерс", за који ће одиграти 16 утакмица и постићи 15 поена. Праву афирмацију Жозион је стекао у Стад Тулузу. Освојио је са овим гигантом 3 титуле првака Француске и 3 титуле првака Европе. За највећи клуб на тлу Старог континента је одиграо 299 утакмица и постигао 317 поена. Проглашен је за најбољег играча утамице против Стад Франса у финалу купа европских шампиона 2005. 

### Репрезентација Француске
Први меч у дресу репрезентације Француске одиграо је против селекције Јужноафричке Републике 16. јуна 2001. Са Француском је освајао гренд слем у купу шест нација. Био је део селекције Француске на два светска првенства (2003, 2007). Постигао је есеј у четвртфиналу против Новог Зеланда на светском првенству 2007.

## Успеси
Титула првака Француске са Тулузом 2008, 2011, 2012.
Куп европских шампиона у рагбију са Тулузом 2003, 2005, 2010.
Титула првака Европе са репрезентацијом Француске 2004, 2007, 2010.